# Svindersvik
Koordinaten: 59° 18′ 36″ N, 18° 7′ 48″ O

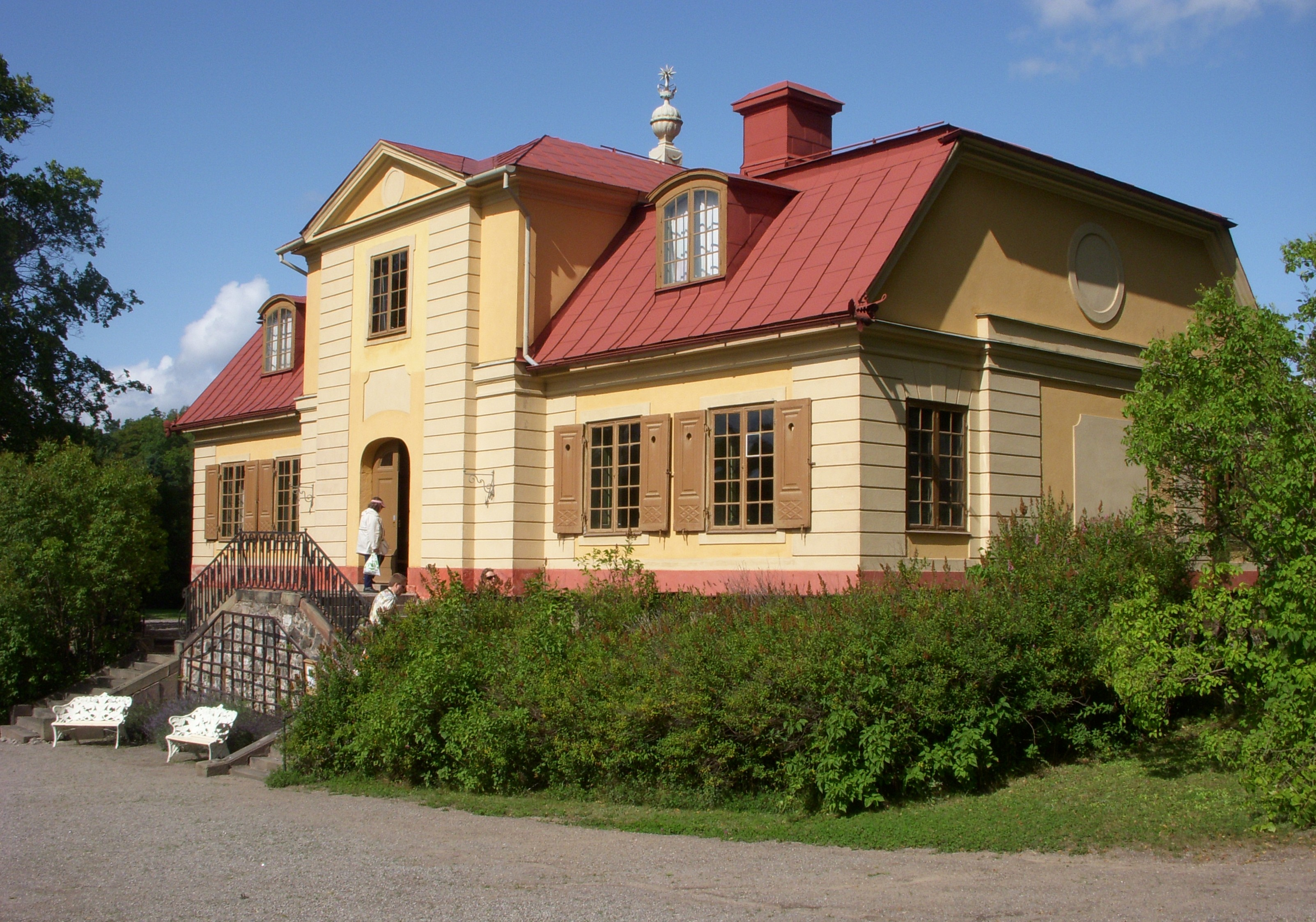
Hauptgebäude

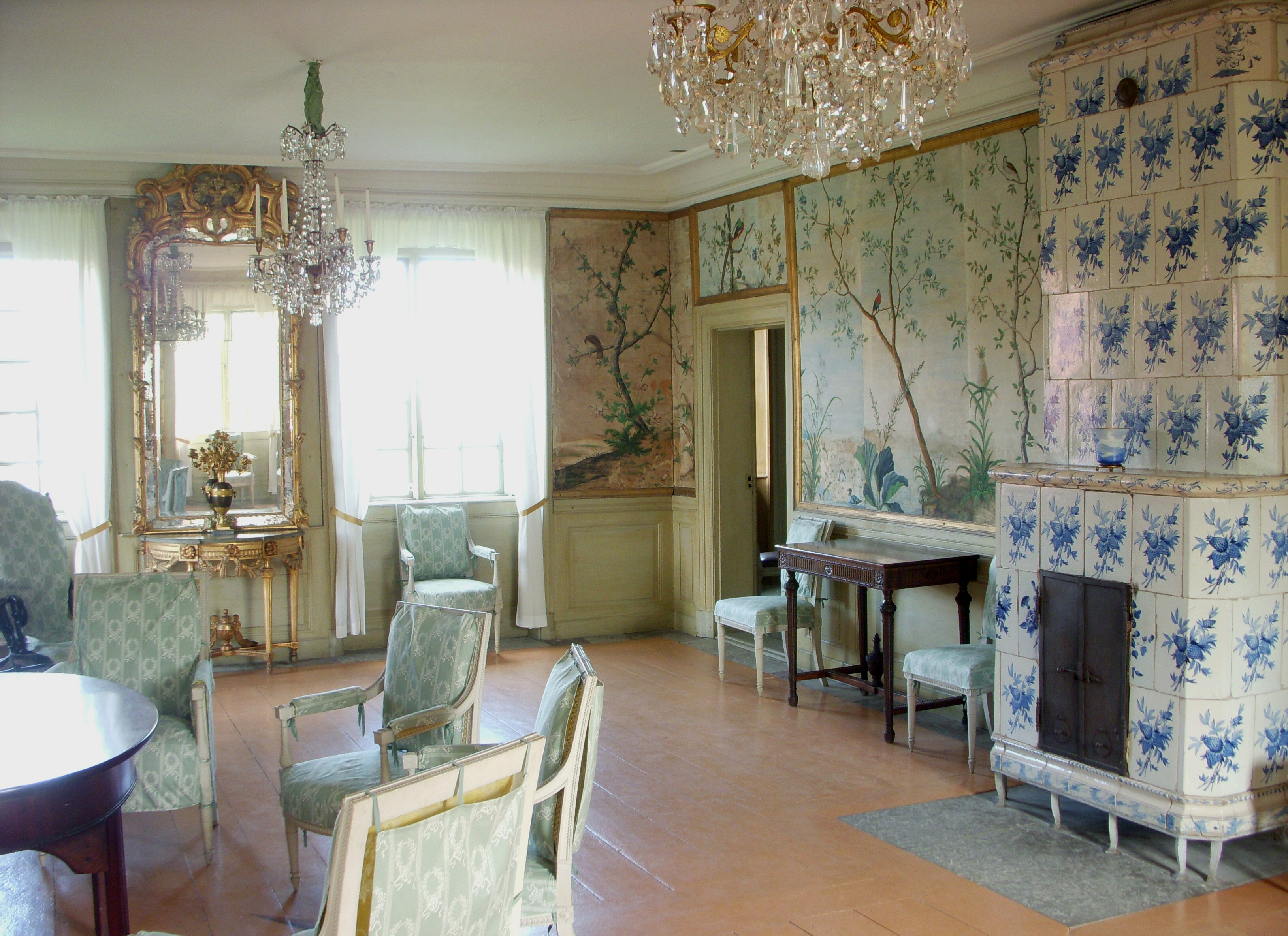
Salon

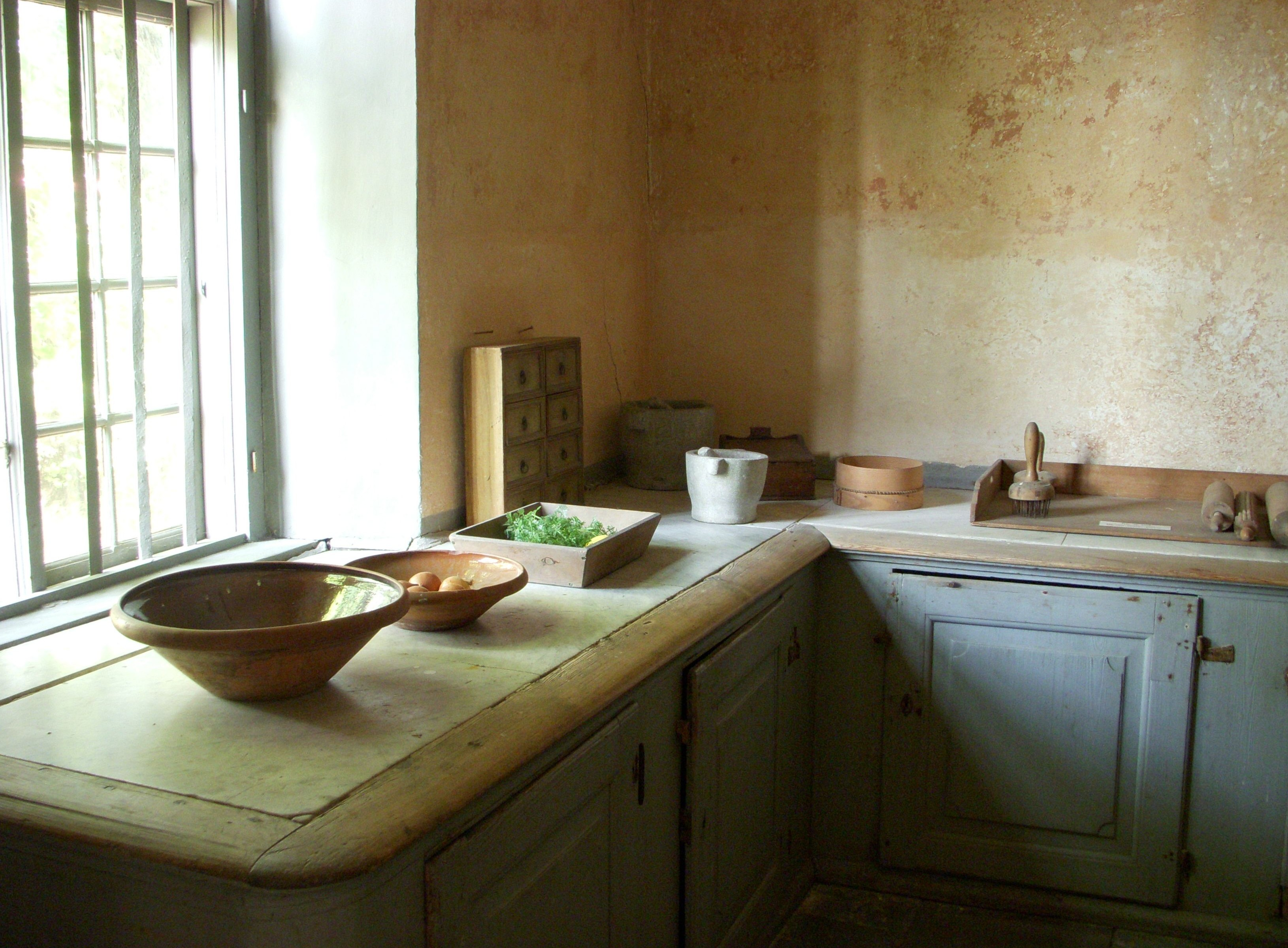
Küche

Svindersvik ist ein Herrenhaus im Rokokostil aus der Mitte des 18. Jahrhunderts. Es befindet sich am südlichen Ufer des Svindersviken in der Gemeinde Nacka, östlich von Stockholm. Der Hof zählt zu den am besten bewahrten Rokokoanlagen Schwedens.
Das Herrenhaus Svindersvik wurde für den Kaufmann Claes Grill und Familie vom Architekten Carl Hårleman entworfen und um 1740 als Sommerhaus gebaut. Claes Grill (1705–1767) war ein vermögender Herr, ihm gehörte das seinerzeit größte schwedische Handelshaus „Carlos & Claës Grill“, und er war einer der Direktoren der Ostindien-Kompanie. Seine beruflichen Kontakte zu fernen Ländern spiegeln sich in der reichen Ausstattung von Svindersvik wider.
Das Anwesen besteht aus einem zweigeschossigen Hauptgebäude aus verputztem Ziegelmauerwerk. Der Grundriss wurde streng symmetrisch angeordnet, mit einer Zentralachse durch Eingang, Speisesaal und Balkon. Auf der linken Seite dieser Achse befindet sich der reich ausgestattete Salon, auf der rechten Seite liegen zwei kleinere Räume, einer davon ist das Schlafgemach. Im Obergeschoss dominiert ein großes Billardzimmer mit dem erhaltenen Originaltisch aus dem 18. Jahrhundert. In den Räumen stehen Kachelöfen mit blauem Dekor und mit Seidenstoff bezogene Sitzmöbel. Die Wände schmücken chinesische Reispapiertapeten mit ostindischen Blumenmustern. Die meisten Möbel stehen unverändert in Svindersvik seit der Gründerzeit.
Östlich vom Hauptgebäude liegt der Küchenflügel, errichtet auf einem Kellergewölbe aus dem 16. Jahrhundert. Die Kücheneinrichtung ist intakt und zeigt eine für ihre Zeit sehr moderne Gestaltung mit Einbauschränken, marmornen Arbeitsflächen, Küchenausguss mit Abfluss und einer großen Feuerstelle. Am Strand steht der so genannte Pavillon, erbaut um 1750. Hier befindet sich unter anderem ein Festsaal, der an die 200 Personen aufnehmen konnte. Der Saal wurde durch einen offenen Kamin und einen 4,65 Meter hohen Kachelofen beheizt, vermutlich einer der höchsten Schwedens.
Weitere kleinere Gebäude dienten als Wohnhäuser für die Bediensteten und den Gärtner, sie sind heute in Privatbesitz. Das ehemalige Brauhaus ist zu einem Sommerkaffee umgebaut worden. Der ehemalige Garten ist teilweise erhalten, hier stehen uralte Apfelbäume, die noch zur Zeit von Claes Grill gepflanzt worden waren.
Im Jahr 1780 verkaufte die Familie Grill Svindersvik, danach kamen viele andere Eigentümer. 1949 ging Svindersvik in den Besitz des Nordiska Museet über, das seitdem die Anlage verwaltet und in den Sommermonaten der Allgemeinheit zugänglich macht. In Hauptgebäude, Küchenflügel und Pavillon sind nie Elektrizität oder eine moderne Heizanlage installiert worden und alles ist im ursprünglichen Zustand belassen worden. Svindersvik ist damit ein einzigartiges Dokument des schwedischen Rokokos.